# Yinsh
Yinsh is een abstract bordspel in de Project-Gipf reeks van de Belgische spelontwerper Kris Burm. Het spel wordt gespeeld met 51 stukken met een witte en een zwarte kant (markers) en 5 witte en 5 zwarte ringen. Het bord bestaat uit lijnen die een afgeknotte 6-puntige ster vormen met 85 snijpunten. Er wordt gespeeld op deze snijpunten.  Het doel van het spel is om rijen van 5 markers in dezelfde kleur te krijgen. De eerste speler die drie keer zo'n rij kan vormen heeft gewonnen.  Het spel kwam in 2003 op de markt en werd uitgegeven door Don&Co. Sinds 2007 wordt het spel uitgegeven door Smart NV.

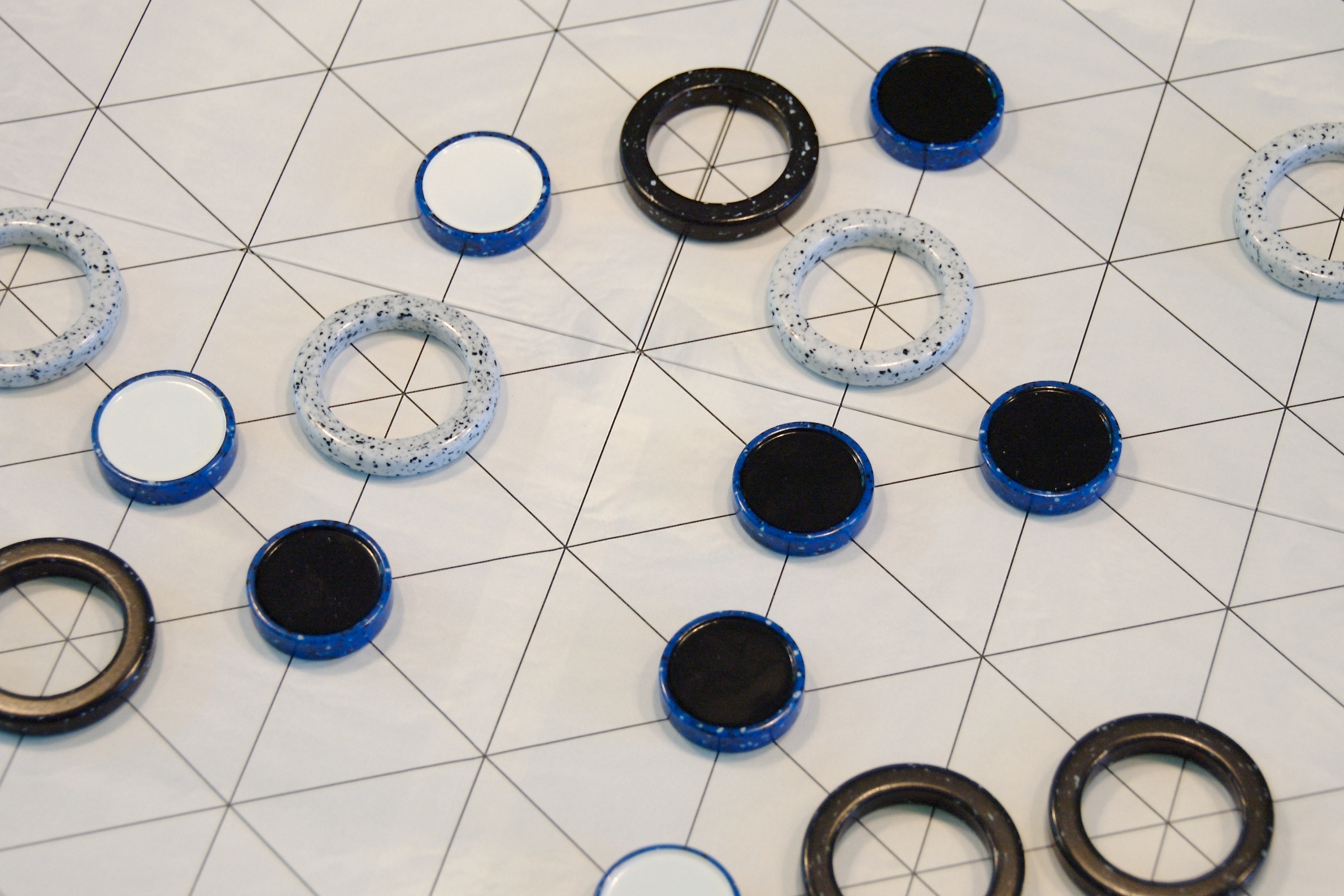
Een detail van het bord en de verschillende stukken

## Ringen plaatsen
Yinsh begint met een leeg speelbord. Te beginnen met de witspeler plaatsen de spelers afwisselend een ring van hun kleur op een vrij punt op het bord 

## Markers leggen ringen verplaatsen
Tijdens elke beurt van het spel wordt er een marker geplaatst en een ring verplaatst

### Markers leggen
Een marker wordt uit de voorraad genomen en met de kleur van de speler naar boven in een ring van de speler gelegd

### Markers verplaatsen
De ring waarin de marker geplaatst is moet nu in een rechte lijn verplaatst worden. Hij mag hierbij over vrije velden en andere markers heen springen. Als een ring over markers heen springt moet deze op het eerste vrije veld na de markers stoppen. Een ring kan niet over andere ringen springen.

### Markers omdraaien
Alle markers (ook die van de eigen kleur) waarover de ring is gesprongen worden na afloop van de verplaatsing omgedraaid.

## Rijen vormen en ringen wegnemen
Als na het omdraaien van de markers een rij van 5 of meer markers in dezelfde kleur gevormd zijn dan worden deze 5 markers van het bord  genomen en weer aan de markervoorraad toegevoegd. Na het verwijderen van de markers moet er een ring van de eigen kleur van het bord worden genomen. Hierdoor wordt de speler die net een rij van 5 gevormd heeft minder flexibel in het plaatsen van markers in zijn ringen. 

## Einde van het spel
Het spel eindigt zodra een speler 3 van zijn ringen van het bord heeft genomen. Als de markervoorraad uitgeput is voordat iemand drie ringen heeft, wint de speler met de meeste ringen. Bij een gelijk aantal ringen is het gelijkspel.

### Mogelijkheden om Yinsh online te spelen
- YINSH online Biskai.de
- Boardspace.net, tegen menselijke of computertegenstanders